# Chanaka Sheh Dyrri w Tiranie
Chanaka Sheh Dyrri w Tiranie (alb. Teqeja e Sheh Dyrrit) – chanaka znajdująca się w Tiranie, w Albanii. Klasztor został zbudowany w drugiej połowie XVIII wieku. Należał do bractwa (tariki) Kadirije, odłamu sufizmu utworzonego przez Abdyla Kadira Gejlaniego.
Chanaka, znajdująca się w północnej części miasta służyła zarówno jako świątynia, jak też dom duchownego (szejka). Obiekt został wpisany w 1963 na listę religijnych zabytków kulturowych Albanii (Objekte fetare me statusin Monument Kulture). W 1967 w okresie ateizacji Albanii obiekt został częściowo zniszczony, a w 1990 odbudowany.